# Frank Malzone
Frank James Malzone (Bronx, Nueva York, 28 de febrero de 1930-Needham, Massachusetts, 29 de diciembre de 2015), más conocido como Frank Malzone, fue un jugador profesional estadounidense de béisbol que se desempeñó en la posición de tercera base en las Grandes Ligas de Béisbol (MLB). Es poseedor de tres Guantes de Oro.

## Carrera
Malzone jugó como profesional once temporadas en Boston Red Sox (1955-1965), después pasó a California Angels, donde jugó una temporada (1966), y fue el equipo en el que se retiró.

## Premios
Fue galardonado con el Guante de Oro en tres oportunidades (1957, 1958 y 1959).